# Грийли
Вижте пояснителната страница за други значения на Грийли.
Грийли (на английски: Greeley) е град в окръг Уелд, щата Колорадо, САЩ. Грийли е с население от 76 930 жители (2000) и обща площ от 77,7 km². Намира се на 1420 m надморска височина. ЗИП кодът му е 80631 – 80634 & 80638 – 80639, а телефонният му код е 970.